# Tour de Guangxi Feminino de 2017
A 1.ª edição do Tour de Guangxi Feminino celebrou-se na região de Guangxi, China a 24 de outubro de 2017 com início e final na cidade de Guilin.
A corrida fez parte do calendário internacional feminino da UCI como corrida de categoria 1.1 e foi vencida pela ciclista italiana Maria Vittoria Sperotto da equipa BePink Cogeas. O pódio completaram-no a ciclista australiana Amy Cure e a ciclista britânica Lucy Garner ambas da equipa Wiggle High5.

## Equipas participantes
| Equipes femininas profissionais (10)- Aromitalia Vaiano - Astana Women's Team - BePink Cogeas - BTC City Ljubljana - China Chongming-Liv Pro Cycling - Conceria Zabri-Fannini-Guerciotti - Lares-Waowdeals Women Cycling Team - Minsk Cycling Club - Orica-Scott - Wiggle High5 Equipes nacionais (6)- Áustria - Hong Kong - Malásia - Filipinas - Roménia - Singapura |
| |

## Classificações finais
As classificações finalizaram da seguinte forma:

### Classificação geral
| \| Classificação geral \| Classificação geral \| Classificação geral \| Classificação geral \| Classificação geral \| \| Ciclista \| Ciclista \| Equipe \| Tempo \| \| \| ------------------- \| ----------------------- \| --------------------- \| ------------------- \| ------------------- \| \| 1. \| Maria Vittoria Sperotto \| BePink Cogeas \| 2h51m56s \| \| \| 2. \| Amy Cure \| Wiggle High5 \| + 0s \| \| \| 3. \| Lucy van der Haar \| Wiggle High5 \| + 0s \| \| \| 4. \| Jelena Erić \| BTC City Ljubljana \| + 0s \| \| \| 5. \| Mia Radotić \| BTC City Ljubljana \| + 0s \| \| \| 6. \| Sarah Inghelbrecht \| Lares-Waowdeals Women \| + 0s \| \| \| 7. \| Diao Xiaojuan \| Hong Kong \| + 0s \| \| \| 8. \| Eugenia Bujak \| BTC City Ljubljana \| + 0s \| \| \| 9. \| Mieke Docx \| Lares-Waowdeals Women \| + 0s \| \| \| 10. \| Kathrin Schweinberger \| Áustria \| + 0s \| \| |                         |                       |          |
| |                         |                       |          |
| Fontes: ProCyclingStats Cycling Quotient |                         |                       |          |
| Classificação geral |                         |                       |          |
| Ciclista | Ciclista                | Equipe                | Tempo    |
| 1. | Maria Vittoria Sperotto | BePink Cogeas         | 2h51m56s |
| 2. | Amy Cure                | Wiggle High5          | + 0s     |
| 3. | Lucy van der Haar       | Wiggle High5          | + 0s     |
| 4. | Jelena Erić             | BTC City Ljubljana    | + 0s     |
| 5. | Mia Radotić             | BTC City Ljubljana    | + 0s     |
| 6. | Sarah Inghelbrecht      | Lares-Waowdeals Women | + 0s     |
| 7. | Diao Xiaojuan           | Hong Kong             | + 0s     |
| 8. | Eugenia Bujak           | BTC City Ljubljana    | + 0s     |
| 9. | Mieke Docx              | Lares-Waowdeals Women | + 0s     |
| 10. | Kathrin Schweinberger   | Áustria               | + 0s     |